# لوك روس
لوك روس (بالبرتغالية: Luke Ross‏) هو فنان برازيلي، ولد في 18 يوليو 1972 في البرازيل.

## وصلات خارجية
- الموقع الرسمي